# Jakub Kosecki
Jakub Kosecki (Varsovia, 29 de agosto de 1990) es un futbolista polaco que juega de centrocampista en el Kosa Konstancin.

## Carrera profesional
Hijo del futbolista internacional polaco Roman Kosecki, la carrera futbolística de Jakub discurre paralela a la de su padre, ya que jugó en los equipos juveniles en los distintos destinos donde se encontraba la familia. Roman Kosecki jugó, entre otros, en el FC Nantes, Montpellier SC y Chicago Fire, y Jakob ingresó en los equipos juveniles de esos clubes. 
Su debut como profesional se produjo en 2009 con el Legia Varsovia. Antes de asentarse como titular en el equipo, Jakub fue cedido al ŁKS Łódź y Lechia Gdańsk, equipos de la Ekstraklasa, y al SV Sandhausen de la 2. Bundesliga alemana. En 2017 regresó a Polonia, firmando por el Śląsk Wrocław de Breslavia. Una temporada después se marchó a Turquía para jugar en el Adana Demirspor. De vuelta en su país natal, Kosecki fichó por una temporada con el KS Cracovia, uniéndose en el mercado de invierno de la temporada 2021/22 al Motor Lublin de la II Liga de Polonia.

## Selección nacional
El debut de Kosecki con la selección de Polonia se produjo en un partido que el equipo polaco disputó en Antalya el 14 de diciembre de 2012 contra Macedonia.

## Palmarés

### Títulos nacionales
| Título          | Club              | País    | Año     |
| --------------- | ----------------- | ------- | ------- |
| Ekstraklasa     | Legia de Varsovia | Polonia | 2012-13 |
| Copa de Polonia | Legia de Varsovia | Polonia | 2012-13 |
| Ekstraklasa     | Legia de Varsovia | Polonia | 2013-14 |
| Copa de Polonia | Legia de Varsovia | Polonia | 2014-15 |